# ГЕС Тейбл-Рок
ГЕС Тейбл-Рок — гідроелектростанція у штаті Міссурі (Сполучені Штати Америки). Знаходячись між ГЕС Бівер (вище по течії) та ГЕС Bull Shoals, входить до складу каскаду на Уайт-Рівер, правій притоці Міссісіпі (басейн Мексиканської затоки).
В межах проекту річку перекрили комбінованою греблею висотою 77 метрів, яка включає бетонну ділянку (довжина 488 метрів, потребувала 940 тис. м3 матеріалу) та земляні секції (загальна довжина 1469 метрів, вміщують 2,5 млн м3 ґрунту). Разом вони утримують водосховище з площею поверхні 174,4 км2 (у випадку повені до 211,7 км2) та об'ємом 3,33 млрд м3 (у випадку повені до 4,27 млрд м3).
Через водоводи діаметром по 5,5 метра ресурс подається до пригреблевого машинного залу, обладнаного чотирма турбінами типу Френсіс потужністю 50 МВт. Гідроагрегати працюють при напорі від 41 до 69 метрів (номінальний напір 58 метрів).